# Stazione di Santa Maria
La stazione di Catanzaro Santa Maria  era una stazione ferroviaria posta sulla linea Cosenza-Catanzaro Lido. Serve il centro abitato di Santa Maria, quartiere del comune di Catanzaro.

## Strutture e impianti
La stazione contava 2 binari collegati entrambi da un sottopassaggio che risulta essere chiuso. Con la realizzazione della metropolitana di superficie, la nuova stazione è stata spostata dove sorgeva una volta quella delle Ferrovie dello Stato, inoltre per consentire la rimozione del passaggio a livello, la nuova stazione è stata realizzata sotto terra.

## Movimento
La stazione era servita dai treni della cosiddetta "metropolitana di Catanzaro".
Per consentire il completamento dei lavori volti alla realizzazione della rete di metropolitana di superficie, articolata su 3 linee, dal 19 aprile 2022 la circolazione ferroviaria è sospesa anche sulla tratta Catanzaro Città e Catanzaro Lido. Il servizio è garantito con autobus sostitutivi.